# Afroschweizer
Afroschweizer oder Afro-Schweizer ist eine Bezeichnung für Menschen mit Schweizer Staatsbürgerschaft und Herkunft aus Subsahara-Afrika.
Der offiziellen Schweizer Bevölkerungsstatistik zufolge lebten 2007 insgesamt 66.599 Einwanderer aus Afrika in der Schweiz (0,9 % der Gesamtbevölkerung bzw. 4,5 % der in der Schweiz lebenden Ausländer).:S. 72
Bereits im Jahre 2008 waren insgesamt 30 % der in der Schweiz lebenden Afrikaner Asylbewerber.:S. 14

## In der Schweiz lebende Afrikaner
Im Jahr 2007 wurden 51.867 Personen mit einer afrikanischen Nationalität als ständige Einwohner der Schweiz eingestuft.
Diese Zahl hat sich von 1980 bis 2007 verfünffacht (durchschnittlicher Anstieg 6 % pro Jahr, Verdopplungszeit 12 Jahre).
Da in der Volkszählung keine ethnische Herkunft erfasst wird, gibt es keine offizielle Angaben zur Zahl der eingebürgerten Schweizer Staatsbürger afrikanischer Herkunft. Für einige afrikanische Staaten gibt es inoffizielle Schätzungen. So wird geschätzt, dass 1995 mehr als 1.500 Einwanderer aus den Kapverdischen Inseln in der Schweiz lebten.

## Verteilung

### Nord- und Nordostafrikaner
- Nordafrika: 19.496 (1980: 6.205)
- Ostafrika: 9.578 (1980: 1.597)

Die grösste Gruppe von Einwanderern nordafrikanischer Herkunft stammt aus Tunesien.

### Subsaharische Afrikaner
- Zentralafrika: 11.006 (1980: 860)
- Westafrika: 10.187 (1980: 1.390)
- Südliches Afrika: 1.600 (1980: 487)

Der Grund für die überdurchschnittliche Zunahme der aus Zentralafrika stammenden Schweizer Einwohner ist die Einwanderung aus Angola, Kamerun und der Demokratischen Republik Kongo.

## Einwanderung
Fast ein Drittel der in der Schweiz lebenden Afrikaner sind Asylbewerber. Ausserdem leben in der Schweiz Asylbewerber als sans papiers, die dort geblieben sind, nachdem ihr Asylantrag abgelehnt wurde; ihre Zahl ist unbekannt.
2009 stieg die Zahl der Asylanträge von Nigerianern steil an. Im April 2010 gab der Direktor des Bundesamtes für Migration, Alard du Bois-Reymond, eine Erklärung zur grossen Zahl möglicherweise unbegründeter Asylanträge von Nigerianern ab. Du Bois-Reymond sagte, dass 99,5 % der Asylbewerber nigerianischer Herkunft Kriminelle seien, die das Asylsystem ausnutzen wollten und in die Schweiz einreisten, um sich als  Kleinkriminelle zu betätigen und mit Drogen zu handeln. Der nigerianische Botschafter in Bern, Martin Ihoeghian Uhomoibhi, verurteilte Boi-Reymonds Erklärung als eine ungerechtfertigte Verallgemeinerung.
Die Frage der Repatriierung wird in der Schweizer Politik regelmässig im Kontext der «Einwandererkriminalität» aufgegriffen, z. B. im Zusammenhang mit einer Welle der Kriminalität im Genfer Landkreis Pâquis, an der überwiegend Algerier beteiligt waren, oder im Zusammenhang mit den landesweiten Aktivitäten der Nigeria-Connection. Die Schweiz hat mehrere Repatriationsvereinbarungen mit afrikanischen Staaten abgeschlossen. Auch mit Algerien gibt seit 2006 es ein solches Abkommen; wegen der Weigerung Algeriens, Zusatzprotokolle zu ratifizieren, ist es allerdings ins Stocken geraten. Mit Guinea, der Demokratischen Republik Kongo und Sierra Leone hat die Schweiz technische Rückübernahmeabkommen für die Repatriierung abgelehnter Asylbewerbern getroffen. Auch mit Nigeria gibt es eine Repatriationsvereinbarung, diese wurde jedoch von Nigeria nach dem Tod eines nigerianischen Staatsbürgers während einer erzwungenen Repatriation im März 2010 ausgesetzt.

## Bekannte Einwanderer aus Afrika
Bekannte Einwanderer aus Afrika sind vor allem im Sport und besonders im Fussball anzutreffen, z. B. Gelson Fernandes, Oumar Kondé, Mobulu M’Futi, Blaise Nkufo, Cédric Tsimba, Johan Djourou, Breel Embolo. Der erste Schweizer, der jemals in der NBA gespielt hat, ist Thabo Sefolosha, der Sohn eines Südafrikaners.
1971 war Tilo Frey das erste schwarze Mitglied des Nationalrats. Ebenfalls bekannt ist der aus Angola emigrierte Ricardo Lumengo, der bei den Schweizer Parlamentswahlen 2007 in den Nationalrat gewählt wurde. Mandy Abou Shoak, deren Familie aus dem Sudan stammt, ist Politikerin der Sozialdemokratischen Partei und Menschenrechtsaktivistin. Seit 2023 ist sie Mitglied im Zürcher Kantonsrat.
Die aus der Demokratischen Republik Kongo stammende Neuenburgerin Brigitte Lembwadio war die erste schwarze Frau, die in der Schweiz eine Anwaltszulassung erhielt.

## Kultur
In Neuenburg findet die jährliche Kulturveranstaltung Festival Black Helvetia statt. In Winterthur gibt es seit 1990 die Afro-Pfingsten.